# طرح روز ایکس
توطئه روز ایکس به برنامه‌ریزی‌هایی گفته می شود که در سال ۲۰۱۷ توسط عناصری در کمندو اپزیلرافته (فرماندهی نیروهای ویژه) بوندسوهر آلمان برای ترور چندین سیاستمدار با گرایش چپ از جمله دیتمار بارتش تدوین شده بودند. برخی این اتهامات را با عنوان یک تئوری توطئه رد کرده و گفته اند که این یک مسئله جنایی معمول است که در باره آن اغراق بیش از اندازه شده است تا حزب حاکم اتحادیه دموکرات مسیحی را قبل از انتخابات فدرال شرمسار کند.
در جریان تحقیق درباره طرح متهم متفاوت افسران ارتش آلمان برای ترور رئیس جمهور آلمان، اطلاعات مربوط به این طرح مورد توجه پلیس قرار گرفت. قتل های برنامه ریزی شده در نوامبر ۲۰۱۸ علنی شد. دو افسر ارتش آلمان در رابطه با توطئه ادعایی دستگیر شده اند. یکی محاکمه و تبرئه شد و دیگری بدون حکم دادگاه بدون هیچ اتهامی آزاد شد.

## زمینه
بین سالهای ۲۰۰۸ و ۲۰۱۷، سرویس ضد اطلاعات ارتش آلمان (ماآد) تقریباً ۲۰۰ افراط گرای راست را در بوندسوهر شناسایی کرد . 
در آوریل ۲۰۱۷، دادستان های آلمان یک سرباز ۲۸ ساله ارتش آلمان و دو نفر دیگر را متهم کردند که قصد دارند موجی از حملات خشن علیه سیاستمداران آلمان با گرایش چپ را که در پناهجویان قرار دارد، انجام دهند.   " فرانکو ای. " ، یک ستوان که گویا قصد داشت رییس جمهور وقت آلمان یوآخیم گاوک، هایکو مائاس، کلودیا روت، و "فعالان حقوق بشر و روزنامه نگاران" را هدف قرار دهد. او با سربازی دیگری که ماکسمیلیان تی." نامیده می شود و یک دانشجوی دانشگاه به نام "ماتیاس اف" همکاری می‌کرد.   به گفته مقامات در جستجو از محوطه "فرانکو ای" یادگاری های ورماخت کشف شد و همچنین آموخته شد که پایان نامه کارشناسی ارشد وی آنچه را به عنوان استدلال ها و نظریه های والکشیک توصیف می شود،  پیش برده‌است. 
در نوامبر همان سال، دادگاه فدرال دادگستری دستور آزادی "فرانکو ای" را صادر کرد و، و حاکم شد که "نتایج تحقیقات تاکنون، ظن شدید را برای آماده سازی عملی جدی برای تهدید دولت اثبات نمی‌کند". 